# رشد رویان جانوری

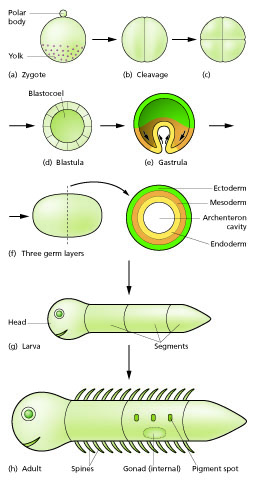
نمودار مراحل رشد جنین تا مرحله لاروی و بالغ

در زیست‌شناسی رشد، رشد رویان جانوری یا رشد رویانی جانوران (به انگلیسی: Animal embryonic development) که به نام رویان‌زایی جانوری نیز شناخته می‌شود، مرحله رشد رویان جانوران است. رشد رویانی با لقاح یک سلول تخم (تخمک) توسط یک سلول اسپرم (اسپرماتوزون) آغاز می‌شود. پس از لقاح، تخمک به یک سلول دیپلوئید منفرد تبدیل می‌شود که به نام زیگوت شناخته می‌شود. زیگوت در تقسیم‌های میتوزی بدون رشد چشمگیر (فرآیندی به نام تسهیم) و تمایز سلولی قرار می‌گیرد که سبب ایجاد یک جنین چندسلولی پس از عبور از یک ایست و بازرسی سازمانی در طول اواسط جنین‌زایی می‌شود. در پستانداران، این اصطلاح عمدتاً به مراحل اولیه رشد پیش از تولد اشاره دارد، در حالی که اصطلاح‌های جنین و رشد جنین مراحل پسین را توصیف می‌کنند.
مراحل اصلی رشد رویان جانوران به شرح زیر است:
- زیگوت در یک سری تقسیم‌های سلولی (به نام شکافت) ساختاری به نام مورولا را می‌سازد.
- مورولا از طریق فرآیندی به نام بلاستولاسیون به ساختاری به نام بلاستولا تبدیل می‌شود.
- بلاستولا از طریق فرآیندی به نام گاسترولاسیون به ساختاری به نام گاسترولا تبدیل می‌شود.
- سپس گاسترولا طی رشد بیشتر، از جمله تشکیل اندام‌ها (اندام‌زایی) قرار می‌گیرد.

سپس رویان به مرحله بعدی رشد تبدیل می‌شود، که ماهیت آن بین گونه‌های مختلف جانوری متفاوت است (نمونه‌هایی از مراحل پسین احتمالی شامل جنین و لارو است).

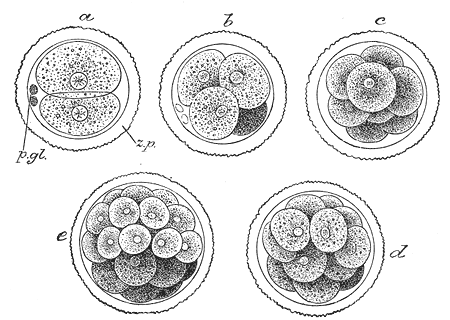
تقسیم سلولی (شکافت)

پایان شکافت به عنوان گذار میان‌بلاستولا شناخته می‌شود و همزمان با آغاز رونویسی زیگوتی است.

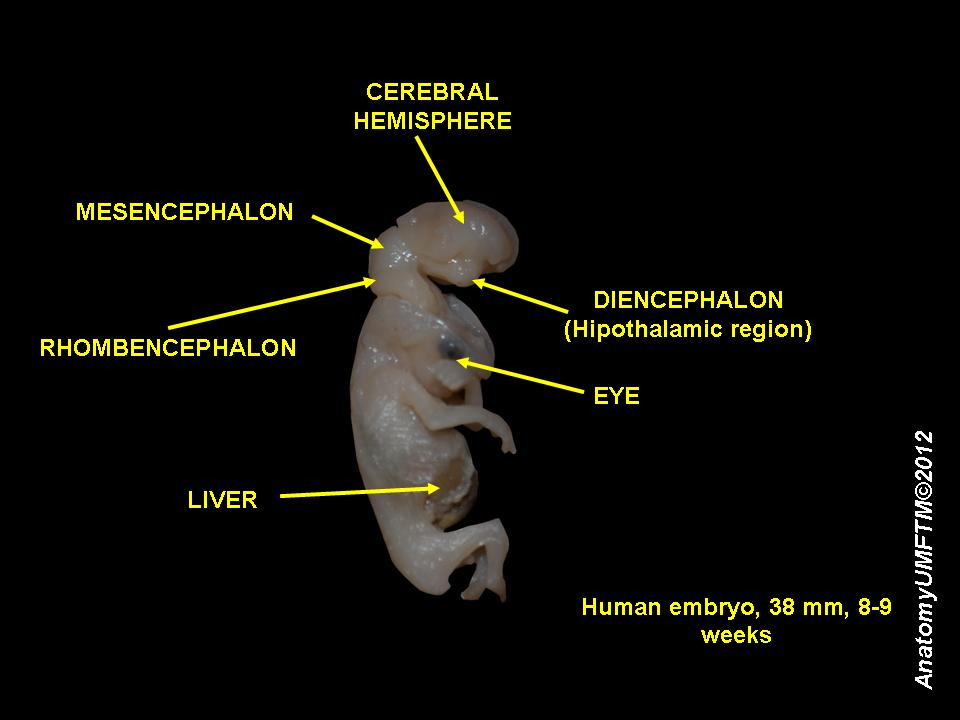
تشریح جنین انسان